# Kawakawa
Kawakawa est une ville de la région Northland en Nouvelle-Zélande.

## Géographie

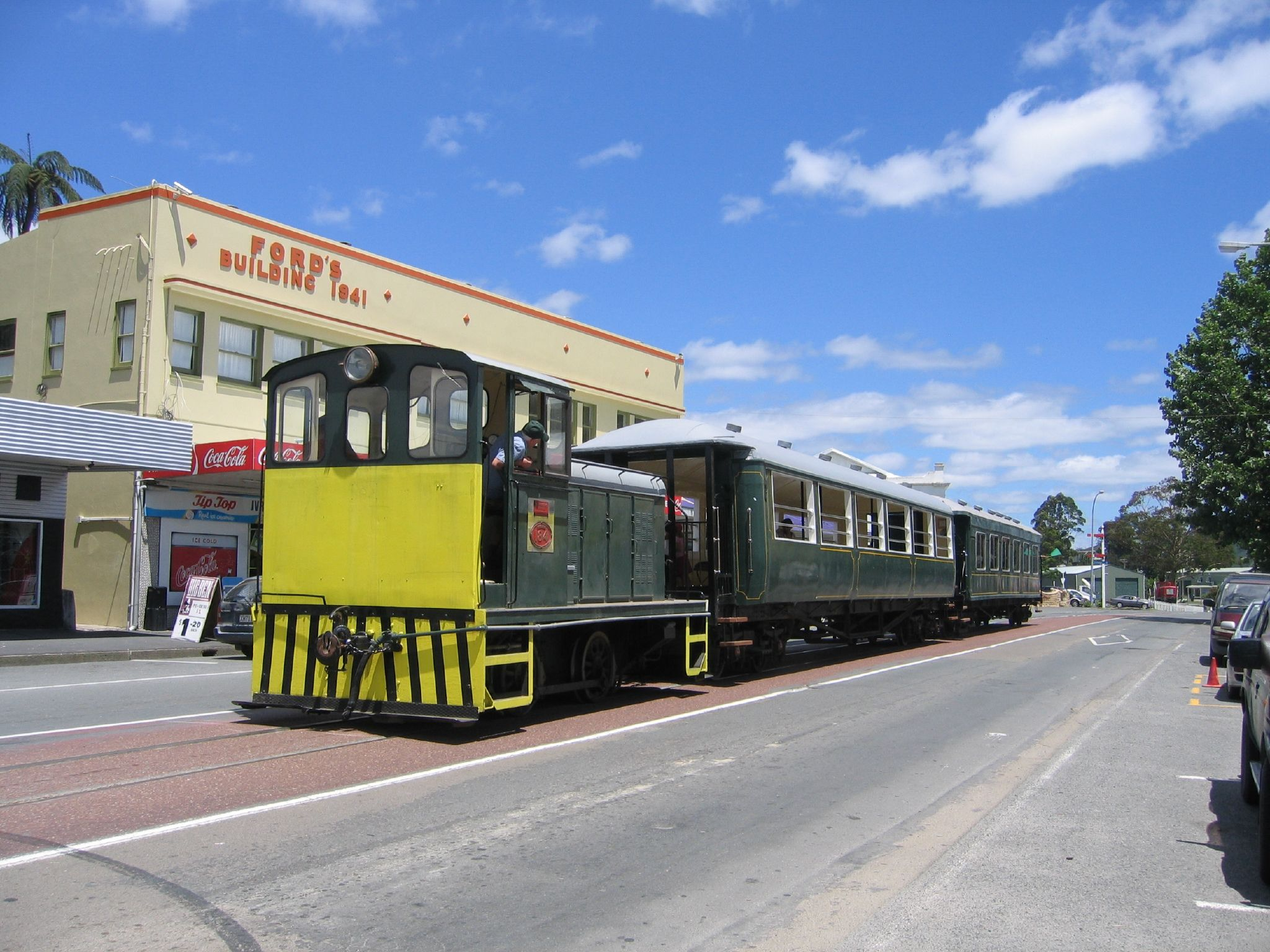
La rue principale de Kawakawa.

## Toponymie
La ville a été nommée d’après l’arbuste kawakawa (en).

## Histoire
Kawakawa commença à se développer à la suite de l'exploitation d'une mine de charbon en 1861.
Un tramway tiré par un cheval fut ouvert en 1868 pour transporter le charbon de la mine jusqu’aux quais de la localité de Taumarere.
En 1871, deux locomotives à vapeur furent acquises et le tramway fut mis à niveau pour un écartement standard du chemin de fer. 
En 1884, la branche d’Opua (en) une ligne de chemin de fer allant de Kawakawa à la localité d’Opua fut ouverte et remplaça la ligne du tramway allant jusqu’aux quais de Taumarere wharf.
Vers 1899, il y avait environ  1000 résidents dans la ville, qui fut construite principalement sur les pentes des collines. 
En 1899, un incendie détruisit tout en dehors que quelques bâtiments. 
La ville fut reconstruite sur la partie plate le long du trajet du chemin de fer. 
La station de chemin de fer actuelle fut construite en 1911.
Une ligne  de chemin de fer vers le sud en direction de la ville de Whangarei fut terminée en 1911 mais la mine de charbon cessa de fonctionner au niveau de Kawakawa au début du XXe siècle.
La direction du conseil du comté de la Baie des Îles (en) fut situé à Kawakawa jusqu’à ce que les contés soient supprimés en 1989.

## Démographie
Kawakawa couvre une surface de 1,73 km2 et avait une population  estimée de 1640 résidentsen juin 2022 avec une densité de population de  952 personnes par km2.
Kawakawa avait une population de 1464 habitants lors du recensement de 2018 en Nouvelle-Zélande, en augmentation de 249 personnes (20,5 %) depuis le recensement de 2013, et une augmentation de 138 personnes (10,4 %) depuis le recensement de 2006. 
Il y avait 426 logements, comprenant 732 hommes et 732 femmes, donnant ainsi un sexe-ratio de 1,0 homme pour une femme. 
L’âge médian était de 31,7 ans (comparé aux 37,4 ans au niveau national), avec 405 personnes (27,7 %) âgées de moins de  15 ans, 297 personnes (20,3 %) âgées de  15 à 29 ans , 606 personnes (41,4 %) âgées de  30 à 64 ans , et 156 personnes (10,7 %) âgées de  65 ans ou plus .
L’ethnicité était pour 41,6 % européens/Pākehā, 73,8 % Māori, 8,2 % personnes du Pacifique, 4,5 % asiatiques et 1,0 % d’une autre ethnicité. 
Les personnes peuvent s’identifier de plus d’une ethnicité en fonction de leur parenté.
Le pourcentage de personnes nées outre-mer était de 9,4 %, comparé aux 27,1 % au niveau national.
Bien que certaines personnes choisissent de ne pas répondre à la question à propos de leur affiliation religieuse, 43,0 % n’ont aucune religion, 37,1 % sont chrétiens, 9,2 % ont  des croyances religieuses Māori (en), 1,2 % sont Hindouistes, 0,2 % sont musulmans, 0,6 % sont bouddhistes et 2,7 % ont une autre religion.
Parmi ceux d’au moins 15 ans d’âge, 123 personnes (11,6 %) ont un niveau de licence ou un degré supérieur, et 231 personnes (21,8 %) n’ont aucune qualifications formelle. 
Le revenu médian est de 22,800 $, comparé avec les 31,800 $ au niveau  national. 
69 personnes (6,5 %) gagnent plus de 70,000 $ comparées aux 17,2 % au niveau national. 
Le statut d’emploi de ceux d’au moins  15 ans d’âge  est pour465 personnes (43,9 %) employés à plein temps, 156 personnes (14,7 %) à temps partiel et 102 personnes (9,6 %) sont sans emploi 

## Économie
La ville s'est développée quand du charbon a été découvert en 1864, mais l'activité minière a cessé au début du XXe siècle et il n’y a plus actuellement de mine en activité. L’économie est donc basée sur l’agriculture .

## Marae
Kawakawa avait trois marae affiliés avec l’hapū des Ngāpuhi. * Le marae nommé Mohinuiet sa maison de rencontre nommée :Hohourongo sont affiliés avec les Ngāti Hine (en) et les  Ngāti Kahu o Torongare (en). 
- Le  marae nommé Kawiti et la maison de rencontre nommée :Te Tawai Riri Maihi Kawiti et le marae Miria avec la maison de rencontre : Te Rapunga sont aussi connectés avec les Ngāti Hine (en)[7],[8].

En octobre 2020, le Gouvernement accorda $297,133 à partir du fonds de croissance provincial (en) pour mettre à niveau le Marae Mohinui Marae, créant ainsi trois emplois. 
Il accorda aussi $168,084 pour mettre à niveau le marae Miria , créant ainsi 14 emplois.

## Attractions

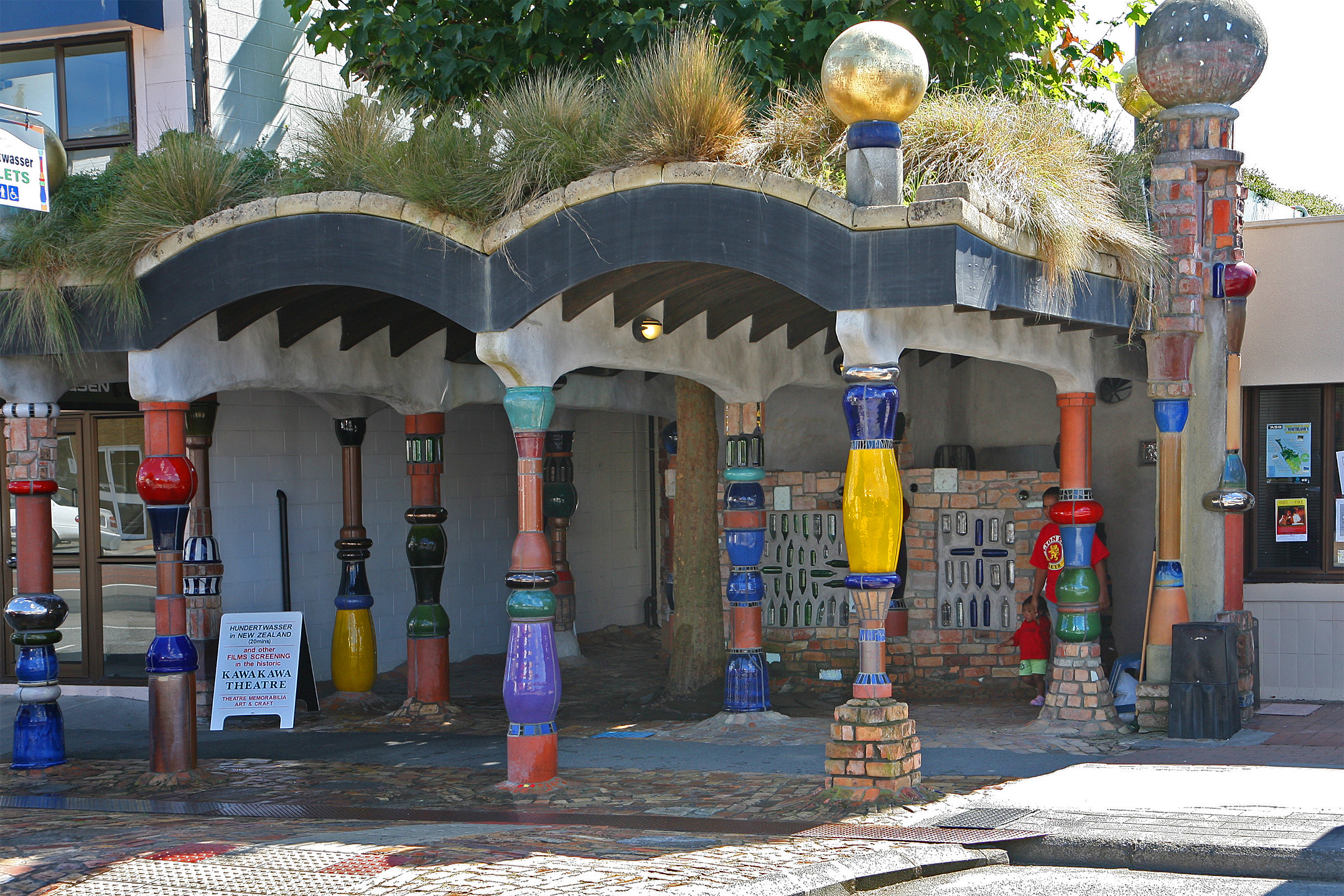
Toilettes publiques à Kawakawa, conçues par l'artiste autrichien Friedensreich Hundertwasser.

La ville est connue comme étant la « ville du train » parce que le vieux train du souvenir de la Baie des Îles (en) descend au milieu de la rue principale sur le chemin, qui mène à la ville d’Opua. 
Une section de 8 km sur les 17 km de son tracé d’origine, a été ré-ouverte en 2008 .
À présent, les trains ne peuvent plus passer sur le Long Bridge parce-que les rails ont été retirés depuis que les piles ont dû être refaites et la voie entre ce pont et la localité de  Taumarere et celle d’Opua a été utilisée pour constituer le « Twin Coast Cyclepath ». 
Quand les rails ont été reposées, la voie cyclable a été déplacée à côté du ballaste.
La ville est aussi réputée pour ses blocs de « toilettes de Hundertwasser (en) », conçus par l’artiste autrichien Friedensreich Hundertwasser, qui résida dans la ville de 1975 jusqu’à sa  mort en 2000.
Une autre attraction est la proximité des grottes de «Kawiti», qui contiennent des vers luisants et qui est située au niveau de Waiomio.

## Enseignement
- L’école de « Kawakawa Primary School» est un établissement scolaire primaire, allant de l’année 1 à 8, avec un effectif de 177 élèves [12].
- Le collège de la « Bay of Islands College » est un établissement secondaire allant de l’année 9 à 13, avec un effectif de 416 élèves en novembre 2022, venant de la partie médiane de la région du Northland, dont 85 %  des étudiants se déplacent quotidiennement par le bus pour assister aux cours [13].

Ces deux écoles ont un taux de décile de 1, et sont mixtes.
- L’école de « Karetu School » est aussi une école primaire locale de la région de Kawakawa.

## Personnalités notables
- Kelvin Davis – homme  politique
- Jack Goodhue – joueur de  rugby
- Pita Paraone (en) – homme politique
- Willow-Jean Prime (en) – homme politique
- Joe Schmidt – coach de rugby